# Storeninae
Storeninae (лат.) — подсемейство пауков-муравьедов из инфраотряда аранеоморфных (Araneomorphae).

## Описание
Синапоморфии группы: вентральные волосяные хохолки метатарзалов с полыми долотообразными волосками. Петлевидные волоски немногочисленны и ограничены дорсальной стороной сегментов ног, за исключением Cybaeodamus, где они многочисленны. Они отсутствуют у Storamia и Asceua. Несколько родов находятся на границе этого подсемейства: Cybaeodamus, у которого отсутствуют некоторые апоморфии, присутствующие у других представителей этой группы (треугольный стернум, немногочисленные петлевидные волоски, изогнутый задний глазной ряд PER, хорошо отграниченный хилум). Учитывая эти факты, а также слабо развитый метатарзальный хохолок и отсутствие долотообразных волосков, Cybaeodamus может фактически принадлежать к Lachesaninae

## Таксономия
Известно около 40 родов, в том числе крупнейший род Mallinella (около 200 видов) и Tenedos (более 70 видов), Storena (55), Habronestes (50), Asceua (40):
- Amphiledorus — Asceua — Asteron — Basasteron — Cavasteron — Chilumena — Colima — Cybaeodamus — Epicratinus — Euasteron — Forsterella — Habronestes — Heliconilla — Hermippus — Hetaerica — Holasteron — Ishania — Laminion[7] — Leprolochus — Leptasteron — Malayozodarion — Mallinella — Masasteron — Minasteron — Neostorena — Nostera — Nosterella — Notasteron — Pax (=Storamia)— Pentasteron — Phenasteron — Platnickia — Pseudasteron — Selamia — Spinasteron — Storena — Storosa — Subasteron — Tenedos — Tropasteron — Workmania — Zillimata